# Stiftung PATH

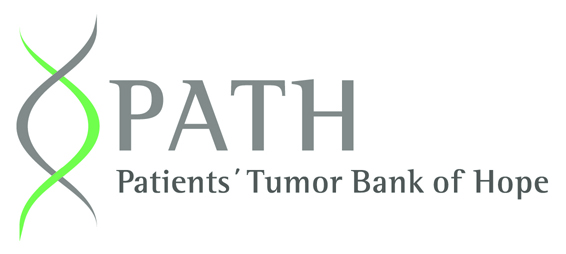
PATH-Logo

PATH (Patients’ Tumor Bank of Hope) ist eine Stiftung mit Sitz in Augsburg. Sie betreibt eine Biobank für Brustkrebs. Die meisten Gründungsmitglieder waren Mitglieder des Vereins Mamazone – Frauen und Forschung gegen Brustkrebs.
Die Stiftung wurde 2002 gegründet und hat zum Ziel, die Forschung an Brustkrebs durch die Bereitstellung hochwertiger Tumorproben zu unterstützen. Zu diesem Zwecke betreibt PATH an sieben deutschen Brustzentren Probenlagerungstanks mit flüssigem Stickstoff, in denen entnommenes Tumorgewebe und Blutserum von Brustkrebspatientinnen aufbewahrt wird. Mehr als 7200 Frauen haben seit 2004 einer Einlagerung ihres Gewebes zugestimmt (Stand: Januar 2014). Eine zentrale Datenbank ergänzt die Biomaterialbank durch wichtige Patienteninformationen.
PATH ist ein Joint Venture von Ärzten, Wissenschaftlern und Patientinnen. Mit der Probensammlung für die Krebsforschung wollen diese Partner gemeinsam dazu beitragen, die Lücke zwischen Grundlagenforschung und schneller Umsetzung in die klinische Anwendung zu schließen.

## Konzept

### Effizientere Sammlung von Probenmaterial
Für viele Wissenschaftler ist es aufwändig und deshalb oft unmöglich, Infrastrukturen zur Gewinnung von hochwertigem Probenmaterial für die Grundlagenforschung und klinische Forschung aufzubauen. In vielen Fällen ist der Aufbau einer Gewebesammlung dadurch erschwert, dass nicht eindeutig geregelt ist, wer über das entnommene Tumorgewebe verfügen kann. Oftmals ist es für den einzelnen Wissenschaftler unmöglich, Follow-Up-Daten zu Patienten zu bekommen. Diese Umstände wurden von Axel Ullrich aufgezeigt, der das Brustkrebs-Medikament Trastuzumab entwickelt hat und Mitglied im wissenschaftlichen Beirat von PATH ist. PATH will diese Probleme durch eine zentrale Verwaltung des Probenmaterials, durch einheitliche Datendokumentation und durch regelmäßige Erhebung von Follow-Up-Daten lösen.

### Herangehensweise
Die Brustkrebspatientin wird an den Kooperationskliniken über die Möglichkeit aufgeklärt, ihr Gewebe und Blutserum bei PATH einzulagern. Im Falle der Einwilligung (informed consent) wird das bei der Operation entnommene Tumorgewebe sofort nach der Routinediagnostik in gleiche Teile (Aliquots) aufgetrennt. Ein Teil wird exklusiv für die Patientin aufbewahrt, alle weiteren Proben spendet die Patientin der Stiftung PATH für Forschungszwecke. Die Proben werden an allen Kooperationskliniken nach einheitlichen strengen Qualitätsstandards (gemäß current Good Clinical Practice (cGCP) verarbeitet und in der Gasphase des flüssigen Stickstoffs (ca. −160 °C) eingefroren.

### Standardisierte und einheitliche Verarbeitung der Proben
Die Verarbeitung, Beschriftung und Einlagerung des Tumor- und Normalgewebes und der Blutserum-Aliquots folgen Standard Operating Procedure, die eigens für PATH entwickelt wurden. Die Größe der (Tumor-)Gewebeproben und maximale Ischämie-Zeiten, sowie Standzeiten der Blutproben bis zur Gerinnung, sind in diesen SOPs festgelegt und werden dokumentiert.

## Aufbau von PATH
Der ehrenamtliche Vorstand der Stiftung PATH besteht aus drei Personen, laut Satzung müssen zwei von ihnen Brustkrebspatientinnen sein. Neben der Vertretung der Stiftung nach außen, z. B. bei Konferenzen oder gegenüber wissenschaftlichen Partnern, plant und entscheidet der Vorstand über die Arbeit und die Ausrichtung der Tumorbank. Die operativen Aufgaben werden vom PATH-Büro in München organisiert. Dort arbeiten zwei hauptamtliche wissenschaftliche Mitarbeiter. Sie werden bei der Datenbankarbeit und im Follow-Up durch Werkstudenten unterstützt.

## Umfangreiche Dokumentation der Patientendaten
Die PATH Datenbank enthält eine Vielzahl Informationen, die für die Nutzung der Proben zu Forschungszwecken essentiell sind. Die Datenbanklösung befindet sich auf einem Standalone-Rechner ohne Internetanschluss, um die Daten vor einem Zugriff durch Unberechtigte zu schützen. Darüber hinaus sind die personenbezogenen Daten von den weiterführenden Daten physisch getrennt gespeichert. Diese personenbezogenen Daten werden unter keinen Umständen weiter gegeben. Die Datenbank enthält z. B. Informationen zur Anzahl der verschiedenen Proben, Ischämie-/Standzeiten der Proben bis zum Einfriervorgang, Alter und Geschlecht des Patienten, Vorerkrankungen, Art und Datum der Diagnose, Menopausen-Status, Staging/Grading, Histopathologie, Rezeptorstatus (HER2/neu, ER- und PR-Status), Therapieempfehlungen, sowie bereits durchgeführte (neoadjuvante) Therapien, Überlebensstatus, Events (lokoregionäres Rezidiv, Fernmetastasen) und Therapieverlauf.

## Kooperationskliniken
(Stand Januar 2014)
- Bonn: Evangelische Kliniken Bonn gGmbH, Johanniter-Krankenhaus
- Dortmund: St.-Johannes-Hospital Dortmund, Brustzentrum
- Bochum/Herne: Universitäts-Frauenklinik Marienhospital Herne, Kooperatives Brustzentrum Bochum/Herne; St. Annahospital, Kooperatives Brustzentrum Bochum/Herne
- Kassel: Klinikum Kassel GmbH, IBZ – Interdisziplinäres Brustzentrum
- Marburg: Klinik für Gynäkologie, gynäkologische Endokrinologie und Onkologie, Universitätsklinikum Gießen und Marburg GmbH, Standort Marburg, Brustzentrum Regio
- Offenbach: Klinik für Gynäkologie und Geburtshilfe, Klinikum Offenbach GmbH
- Regensburg: Klinik für Frauenheilkunde und Geburtshilfe der Universität Regensburg am Caritas-Krankenhaus St. Josef

## Probenvergabe
Wissenschaftler aus akademischen Gruppen und aus der Industrie können einen Antrag auf Probenvergabe stellen.

## Wissenschaftliche Projekte
- Als Posterpräsentation auf dem AACR Meeting 2014 angenommen: Anzeneder, T., Mayer, C., Ohlms, U., Schmitt, D.C., Waldner, C., Büttner, R., Bodenmüller, H.: The PATH biobank – procedures and results of a breast cancer biospecimen research resource.
- Als Posterpräsentation auf dem IMPAKT Meeting 2014 angenommen: Mayer, C., Ohlms, U., Schmitt, D.C., Waldner, C., Bodenmüller, H., Anzeneder, T.: The PATH biobank: Re-consenting patients regarding genomic research.
- E.-M Fick, T. Anzeneder, A. Katalinic, A. Waldmann: Bisphosphonates and their Role in Therapy for Breast Cancer – Results from the PATH Biobank., Geburtsh Frauenheilk, 73, 412–421, 2013
- V. Kloten, B. Becker, K. Winner, M. G. Schrauder, P. A. Fasching, T. Anzeneder, J. Veeck, A. Hartmann, R. Knuchel, E. Dahl: Promoter hypermethylation of the tumor suppressor genes ITIH5, DKK3, and RASSF1A as novel biomarkers for blood-based breast cancer screening., Breast Cancer Research, 15:R4, 2013
- H. Gevensleben, U. Göring, R. Büttner, L. Heukamp, G. Kunz, T. Dimpfl, D. Jackisch, O. Ortmann, U. Albert, U. Bender, F. de Snoo, O. Krijgsman, A. Glas, Y. Ergönenc, C. Vogel, A. Dykgers, C. Langwieder, M. Rees, T. Anzeneder: Comparison of MammaPrint and TargetPrint results with clinical parameters in German patients with early stage breast cancer., International Journal of Molecular Medicine, 26, 837–843, 2010

## PATH in den Medien
- U. Ohlms, T Anzeneder: Einfrieren für die Forschung – Die Brustkrebs-Tumorbank der Stiftung PATH., TumorDiagnostik & Therapie, 33, 61–62, 2012
- E. Mason, D. C. Schmitt, Biobanking: The view from the Patients end of the microscope, PATH – The Patients’ Tumour Bank of Hope run by Patients for Patients., BIG Newsletter, 13/2, 3–6, 2011[4]
- C. Jackisch, S. Braun, C. Fuhljahn, H. U. Schmidt, M. Thill: PATH – Patients’ Tumor Bank of Hope. Die weltweit einzige Tumorbank von Patientinnen für Patientinnen – Eine neue Form der klinischen Forschung in Deutschland[5]

## Nationale und internationale Biobanken-Initiativen
Um Biobanken in Deutschland sichtbarer und verständlicher zu machen, wurde das Deutsche Biobanken-Register gegründet, das von der TMF – Technologie- und Methodenplattform für die vernetzte medizinische Forschung betrieben und vom Bundesministerium für Bildung und Forschung gefördert wird. Stiftung PATH ist in diesem Biobanken-Register registriert. Ein vergleichbares Projekt auf europäischer Ebene stellt BBMRI-ERIC (European Research Infrastructure Consortium) dar.
Der Stellenwert von Biobanken zeigt sich auch in der „Nationalen Biobanken Initiative“, die mit 18 Mio. Euro vom BMBF gefördert wird.